# Константин и Фружин (булевард във Варна)
 Тази статия е за булеварда във Варна.  За князете-Шишмановци вижте Въстание на Константин и Фружин.  
„Константин и Фружин“ е основен диаметрален булевард на квартал Владиславово в едноименния район на Варна, който преминава през квартала в посока юг-север. Той започва от кръстовище с бул. „Цар Освободител" и завършва по същия начин в околовръстната улица „Янко Мустаков“. Наречен е на братовчедите-предводители на първото антиосманско въстание в българските земи Константин II Асен и Фружин.

## Обекти
- Читалище „П. Р. Славейков“
- ДКЦ 3
- Супермаркет „Булмаг"